# 托特·伊尔迪科
托特·伊尔迪科（匈牙利語：Tóth Ildikó，1987年4月23日—），匈牙利女子水球运动员。她曾代表匈牙利国家队参加2012年和2016年夏季奥林匹克运动会水球比赛，均获得第四名。